# Nuciops modestus
Nuciops modestus is een krabbensoort uit de familie van de Leucosiidae. De wetenschappelijke naam van de soort is voor het eerst geldig gepubliceerd in 1918 door Ihle.